# Josep Oltra
Pour les articles homonymes, voir Oltra.
Josep Oltra (Benasau, 1899 - France, 1972), de son vrai nom Josep Oltra i Picó, était un homme politique et essayiste espagnol qui développa ses activités en Catalogne où il fut conseiller économique.

## Biographie
À l'origine militant du Parti communiste d'Espagne, il l'abandonna pour rejoindre le Bloc Ouvrier et Paysan. En 1935, suivant les choix de cette formation, il intègre le Parti Ouvrier d'Unification Marxiste (POUM).
Membre actif du POUM, il fut désigné conseiller économique de la Généralité de Catalogne, se démarquant par sa politique de collectivisation des entreprises. À la suite de mai 1937, en pleine Guerre civile, il démonte le système de collectivisation et étatise dans le cadre d’une économie de guerre.
Avec l’arrivée des troupes franquistes en Catalogne et la défaite de la République, Oltra s’enfuit en France où il vivra jusqu’à sa mort.